# TJ Lokomotiva Vršovice
Házenkářský oddíl TJ Lokomotiva Vršovice Praha. Mezinárodní házená, tj. handball se zde hraje již od roku 1967. Mezinárodní házená se v oddíle rekrutovala z oddílu české házené, která se v klubu hrála již od roku 1945.
Do sezóny 2008/2009 setrvávali muži (po úpadku české házené) v Pražské divizi. Tato sezóna byla průlomová. Hráči, kteří se zde sešli z klubů jako Slavia, Bohemians či Sparta (převážně se jednalo o odchovance Lokomotivy, kteří v dorosteneckém věku přestoupili a do mužů se vrátili zpět) postoupili do Středočeské regionální ligy (3. liga) a jako nováček se po podzimu usídlila na 3. místě tabulky. V roce 2015 tým mužů postoupil do 2. ligy.

## Týmy

### Muži ve 2. lize
V sezóně 2014/2015 skončili muži na 2. místě ve Středočeské regionální lize a postoupili do 2. ligy JZČ. V nováčkovské sezóně 2015/2016 skončili na 9. místě se ziskem 14 bodů. V následující sezóně byl klub přeřazen do severovýchodní části 2. ligy a Lokomotiva skončila na 11. místě se ziskem 11 bodů. 
Sezóna 2017/2018 byla nejhorší po postupu do 2. ligy, vlivem odchodu některých hráčů a velkému počtu zranění skončila Lokomotiva na posledním místě se ziskem pouhých 7 bodů. 
Po nepovedené sezóně přišlo oživení v podobě příchodu několika talentovaných hráčů z Lovosic a klub tak dosáhl historického úspěchu. V sezóně 2018/2019 skončil na 5. místě 2. ligy JVČ. 

### Mládež
V roce 2009 začal klub znovu systematickou práci s mládeží.
V současnosti se může Lokomotiva Praha pyšnit velmi dobrou mládežnickou základnou. Pod vedením šéftrenéra Antonína Pokorného se s dětmi pracuje systematicky napříč všemi kategoriemi. Starší žáci postoupili v sezóně 2018/2019 do žákovské ligy a udělali tak historický úspěch v této kategorii, nic na tom nemění ani konečné 24. místo a zisk 4 bodů.
Mladší i starší dorost hraje v současnosti 2. ligu. 
Umístění mládeže v přeboru Prahy:
|             | 2009/10  | 2010/11  | 2011/12  | 2012/13  | 2013/14  |
| ----------- | -------- | -------- | -------- | -------- | -------- |
| Minižáci    | 5. místo | 3. místo | 1. místo | 2. místo | ?. místo |
| Mladší žáci | 6. místo | 6. místo | 4. místo | 3. místo | ?. místo |
| Starší žáci | ---      | ---      | ---      | 6. místo | 4. místo |

## Historie klubu
- 1923 – založen klub oddílem kopané pod názvem SK Železničářů Praha
- 1937 – 1. místo fotbalistů v Pražské divizi
- 1939–1944 utlumení činnosti klubu díky nedostatku financí
- 1942 – po atentátu na říšského protektora Heydricha v roce 1942 popraveno několik činitelů i řadových členů klubu
- 1945–1948 - kromě kopané založeny nově oddíly: šachy, turistika, stolní tenis, plavectví, házená (národní), košíková, lehká atletika, box, bruslařství, lyžování.
- 1948–1952 - došlo k začlenění bývalého oddílu kopané AFK Bohemians do SK Železničáři Praha, hrajícího tehdy již I. Ligu. Toto spojení se však neukázalo jako prospěšné. Dva protichůdné póly se nemohly snést. Na jedné straně čistě dělnické a amatérské chápání sportu železničářů, na druhé straně klubismus a manýry z dřívějších dob. Bohemians se tak znovu odtrhli. Za tuto dobu dal SK Železničářů (Lokomotiva Vršovice) do zchátralého stadionu Bohemians prostředky na vybudování travnatého povrchu hřiště kopané. Po investicích, které si odnesli Bohemians, nezbylo pro oddíly ani na nejnutnější vybavení. K tomu administrativním rozhodnutím ztratila ZSJ Železničáři Praha (nástupce SK Železničářů) vyšší třídu kopané, kterou před spojením hrála. Klubu byla jako chabá náhrada za zrekonstruované hřiště kopané převedena sportoviště pro házenou, stolní tenis a později odbíjenou.
- 1953 - změna názvu na TJ Lokomotiva Praha
- 1953 – 1957 - obnova členské základny pod vedením předsedy Dr. L. Fuxy na 370 členů v oddílech české házené, kopané, ledního hokeje, odbíjené a stolního tenisu.
- 1958 -  tři objekty, které měla Lokomotiva k užívání postupně vyřazeny z provozu:
  - 1. hřiště na kopanou z důvodu zemní práce na dálkovém vodovodu
  - 2. hřiště na kopanou zabráno pro rozšíření železniční tratě a zbytek pro stavbu garáží.
  - sídlo a hala TJ byly srovnány se zemí kvůli výstavbě školy
- 1959 - převzali zástupci Lokomotivy objekt bývalého stavebničního zařízení Železničního stavitelství Praha ve Sportovní ulici jako dočasné místo pro kanceláře TJ. Tyto dočasné prostory změnilo vedení Českých Železnic na stálý areál Lokomotivy.
- 1960 - vybudováno samotnými členy hřiště pro házenou a nohejbal a malá hala pro stolní tenis
- 1965 - družstvo národní házené postupuje do II. Ligy; zakládá se oddíl mezinárodní házené (Handball) a jako nováček je zařazen do nejnižší II. třídy hrané v Praze.
- 1968	- postup do 3. ligy házené ČR
- 1968–2008 – oddíly stolního tenisu a házené hrají na úrovni Pražského přeboru a 3. ligy
- 2009 – postup oddílu házené do 3. Ligy; postup oddílu stolních tenistů do Extraligy
- 2015 - Házená- postup mužů do 2. ligy